# 主細胞 (上皮小体)
上皮小体における主細胞とは上皮小体ホルモンを産生する上皮小体に存在する細胞。
上皮小体の主細胞による分泌の亢進はカルシウムの血中濃度の上昇を引き起こす。上皮小体の主細胞は細胞外あるいは血中のカルシウム濃度の結果により細胞内のカルシウム濃度を調整する数少ない細胞の1つである。
カルシウム感知受容体(en:calcium-sensing receptor;CaSR)血中のカルシウム濃度の上昇を感知し、上皮小体の主細胞によるカルシウム供給を刺激する。この機序は生理学的なフィードバック機構として非常に重要であり、血中カルシウム濃度の正常化に伴い上皮小体ホルモン分泌が抑制される（ダウンレギュレーション）。